# Paul Konchesky
Paul Martyn Konchesky (* 15. Mai 1981 in Barking, Greater London) ist ein ehemaliger englischer Fußballspieler. Der linke Außenverteidiger spielte zunächst lange für verschiedene Londoner Vereine. Während dieser Zeit kam er auch in den Jahren 2003 und 2005 zu zwei Kurzeinsätzen in der englischen A-Nationalmannschaft. 2010 verließ er die Hauptstadt in Richtung des FC Liverpool. Dort fand er jedoch nicht sein Glück und nach einer kurzen Leihperiode bei Nottingham Forest heuerte er im Juli 2011 bei Leicester City an, von wo aus er 2015 an die Queens Park Rangers verliehen wurde.

## Sportlicher Werdegang

### Charlton Athletic (1997–2005)
Konchesky, der seinen Familiennamen dem polnischen Urgroßvater verdankt, wuchs in Dagenham auf und begann das Fußballspielen zunächst beim bekannten Jugendverein Senrab FC im nahegelegenen Wanstead – dort zählten John Terry, Ledley King und Bobby Zamora zu seinen Mannschaftskameraden. Dazu war er in jungen Jahren Anhänger und Dauerkarteninhaber von West Ham United. Sein Idol war dabei Julian Dicks, der dort wie auch Konchesky später die Position des linken Außenverteidigers bekleidete.
Den ersten eigenen Meilenstein in der Karriere erreichte Konchesky aber zunächst nicht bei den „Hammers“, sondern bei dem ebenfalls in London beheimateten Klub Charlton Athletic. Er war dort nach ersten Erfahrungen in der Akademie von West Ham United zunächst als „Trainee“ Teil der Nachwuchsabteilung und noch vor Unterzeichnung des ersten Profivertrags im Mai 1998 hatte er am zweiten Spieltag der Saison 1997/98 seinen Ligaeinstand für die Profimannschaft gegeben. Mit 16 Jahren und 93 Tagen wurde er in der Partie gegen Oxford United zum damals jüngsten in einem Pflichtspiel eingesetzten Akteur in der Vereinsgeschichte der „Addicks“. Nach insgesamt vier Partien in der Spielzeit 1997/98, die mit dem Erstligaaufstieg endete, absolvierte er zwei Ligaeinsätze in der Saison 1998/99, wobei er mit seiner Einwechslung in der zweiten Halbzeit gegen Newcastle United zu Charltons jüngstem Premier-League-Spieler wurde und den späten Siegtreffer von Martin Pringle einleitete. Charlton stieg nach einem Jahr wieder in die Zweitklassigkeit ab, um nur ein Jahr später wieder in die Premier League zurückzukehren. Dass Konchesky weiterhin nur sporadisch zum Zuge kam, lag vor allem an den beständigen Leistungen seines Konkurrenten Chris Powell. Lediglich in sechs Ligaspielen der Saison 1999/2000 stand Konchesky als Linksverteidiger in der Startelf. Dabei konnte er jedoch mit einer ballsicheren und selbstbewussten Spielweise ebenso überzeugen, wie mit seiner Fähigkeit, sich an Offensivaktionen zu beteiligen – speziell im Zusammenspiel auf der linken Seite mit dem Mittelfeldspieler John Robinson. Während dieser Zeit absolvierte er auch regelmäßig Spiele für die englische U-18-Nachwuchsauswahl.
In der Saison 2000/01 bestritt Konchesky für den Erstligisten 27 Pflichtspiele, davon jedoch nur rund die Hälfte von Beginn an und häufig als Rechtsverteidiger oder im linken Mittelfeld eingesetzt. Der Durchbruch auf seiner angestammten Linksverteidigerposition blieb ihm weiter verwehrt; dennoch schraubte er seine Einsatzzahl in der Spielzeit 2001/02 in der Premier League auf 34 und davon befand er sich 22 mal in der Startelf. Dazu kam sein erstes Ligator am 29. Dezember 2001 beim FC Everton (3:0), nachdem er am 12. September 2001 im Ligapokal gegen Port Vale (2:0) erstmals getroffen hatte. Der Anerkennung in den englischen Auswahlmannschaften war seine etwas unstete Situation im Verein jedoch nicht abträglich und so kam es in der Saison 2002/03 zu der etwas kuriosen Situation, dass er zwar nur in der Minderzahl der Ligapartien in der Anfangsmannschaft stand, aber dennoch am 12. Februar 2003 gegen Australien (per Einwechslung in der zweiten Halbzeit) für die englische A-Nationalmannschaft debütierte. Auch bei den „Three Lions“ zählte Powell zu seinen Konkurrenten und in Charlton wurde er weiterhin zumeist im Mittelfeld eingesetzt. Dort entwickelte er sich zunehmend zum „Spezialisten für den ruhenden Ball“.
Koncheskys Unzufriedenheit mit der Tatsache, dass er nicht dauerhaft auf der gewünschten Linksverteidigerposition spielen durfte, mündete im Juni 2003 in den Wunsch um eine Transferfreigabe. Es folgte nach einem Einsatz für Charlton am ersten Spieltag gegen Manchester City (0:3) ein Leihengagement bei Tottenham Hotspur. Dort blieb er knapp vier Monate, absolvierte 15 Pflichtpartien (ironischerweise) zumeist im linken Mittelfeld, bevor er zu den „Addicks“ zurückkehrte und dort für den Rest der Saison 2003/04 Stammspieler war. In seiner letzten Spielzeit 2004/05 schien er sich schließlich mit der Position im linken Mittelfeld dauerhaft zu arrangieren, zumal er dort seine Offensivqualitäten und die Schnelligkeit besser zum Ausdruck bringen konnte.

### West Ham United (2005–2007)

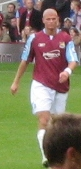
Konchesky als Spieler von West Ham United.

Zur Spielzeit 2005/06 wechselte er dann jedoch zu seinem Jugendverein West Ham United zurück; die Ablöse betrug 1,5 Millionen Pfund.
Sofort war Konchesky bei den „Hammers“ auf der linken Seite gemeinsam mit dem vor ihm agierenden Matthew Etherington ein Schlüsselspieler und in seiner Einstandssaison kam er auf 45 Pflichtspiele. Er führte die Mannschaft auf den neunten Platz in der Premier League und bestritt das FA-Cup-Finale gegen den FC Liverpool im Millennium Stadium zu Cardiff. Dort schoss er zunächst ein Tor in der 63. Minute zum 3:2, gehörte aber nach dem späten Ausgleich zum 3:3 nach regulärer Spielzeit und anschließender Verlängerung zu einem von drei Fehlschützen seines Teams im verlorenen Elfmeterschießen. Während dieser Zeit absolvierte er auch sein zweites A-Länderspiel, als er gegen Argentinien wie bereits 2003 in der zweiten Halbzeit eingewechselt wurde.
Während der Saison 2006/07 verlor er nach einem guten Start seinen Stammplatz im Januar 2007 an George McCartney und kam nur noch auf 25 Pflichtspiele. West Ham rutschte in die Abstiegsregion ab und sicherte sich den Klassenerhalt erst am letzten Spieltag. Pikanterweise war im Dezember 2006 Alan Curbishley neuer Trainer von West Ham United geworden. Dies war eben jener Curbishley, der vormals in Charlton trainiert hatte und vor dem Konchesky geradezu „weggelaufen“ war. Schnell kam es zu einem erneuten Bruch zwischen den beiden Protagonisten. Konchesky heuerte beim FC Fulham an und kritisierte Curbishley öffentlich.

### FC Fulham (2007–2010)
Zur Saison 2007/08 wechselte Konchesky für ein anfängliche Ablösesumme von zwei Millionen Pfund zum FC Fulham. Bei den „Cottagers“ unterschrieb er für vier Jahre. Aufgrund seiner guten Spielübersicht und der Zweikampfstärke etablierte er sich schnell in der neuen Umgebung und wurde direkt zum Stammspieler auf der linken Abwehrseite. Vor allem im Zusammenspiel mit Clint Dempsey auf der linken Seite und mit seinen Offensivaktionen machte er sich einen guten Namen, wenngleich ihm selbst nur selten eigene Tore gelangen. So musste er bis zum 18. Januar 2009 warten, bis er gegen seinen Ex-Klub West Ham United (1:3) das erste Pflichtspieltor für Fulham schoss – das wiederum bei der BBC zum „Tor des Monats“ gewählt wurde.
Aufgrund einer Knieverletzung zu Beginn des Jahres 2010 pausierte Konchesky zwei Monate lang, aber sportlich brachte ihm die Saison 2009/10 einen weiteren Achtungserfolg, als er mit den „Cottagers“ das Endspiel in der Europa League erreichte und im dortigen Finale nur knapp Atlético Madrid mit 1:2 nach Verlängerung unterlag. Durch seine beständigen Leistungen hatte er sich dazu ins Gespräch für ein Comeback in der englischen Nationalmannschaft gebracht, das jedoch keine Umsetzung fand.

### FC Liverpool & Nottingham Forest (2010–2011)
Im August 2010 wechselte Konchesky zum FC Liverpool. Dort hatte gerade Roy Hodgson, unter dem Konchesky zuvor in Fulham gespielt hatte, die Trainerrolle übernommen. Die Ablösesumme betrug 3,5 Millionen Pfund, wobei der gleichzeitige Transfer der beiden Talente Lauri Dalla Valle und Alexander Kačaniklić für insgesamt 1,5 Millionen Pfund von Liverpool nach Fulham eingepreist wurde. Während der kurzen Amtszeit von Hodgson in Liverpool bestritt Konchesky zunächst regelmäßige Einsätze, aber der Trainerwechsel zu Kenny Dalglish sorgte für sein schnelles Ende bei den „Reds“. Bereits zuvor hatte sich Konchesky großer Kritik von Seiten der Liverpooler Anhängerschaft ausgesetzt sehen und nach einer Niederlage gegen Stoke City hatten beleidigende Kommentare seiner Mutter im sozialen Netzwerk Facebook weiteres Öl ins Feuer gegossen. Unter Dalglish war Konchesky nur noch einmal im 18-Mann-Kader eines Spieltags vertreten und am letzten Tag der Wintertransferperiode wurde er bis zum Ende der Saison 2010/11 an den Zweitligisten Nottingham Forest ausgeliehen.
Konchesky absolvierte 15 Partien für Nottingham, schoss dabei ein Tor und heuerte dann im Juli 2011 für 1,5 Millionen Pfund beim Ligakonkurrenten Leicester City an. Unter dem dort hauptverantwortlichen Cheftrainer Sven-Göran Eriksson hatte Konchesky zuvor seine zwei Kurzeinsätze für England bestritten.

### Leicester City & Queens Park Rangers (seit 2011)
Bei den „Foxes“ unterzeichnete Konchesky einen Dreijahresvertrag und auf Anhieb wurde der Neuling mit 42 Ligaeinsätzen in der Saison 2011/12 zum Stammspieler. Eine mögliche Rückkehr in die Premier League misslang in seinem zweiten Jahr recht knapp, als er mit Leicester zwar die Play-off-Spiele erreichte, dort aber bereits im Halbfinale dem FC Watford unterlag. In der Saison 2013/14 gelang ihm schließlich zusammen mit Leicester der Aufstieg in die Premier League. Zur Saison 2015/16 wurde er an den englischen Zweitligisten Queens Park Rangers verliehen, welcher in der Vorsaison aus der Premier League abgestiegen war.